# Liste des métiers de l'artisanat d'art en France
La liste des métiers d'art a été fixée par l'arrêté du 24 décembre 2015, signé conjointement par le ministère de la Culture et le secrétariat d'État chargé du Commerce, de l'Artisanat, de la Consommation et de l'Économie sociale et solidaire et publié au Journal officiel le 31 janvier 2016. Elle remplace la liste de 217 métiers établie en 2003 à la suite de l'arrêté ministériel du 12 décembre 2003. 
Prévue par la loi du 18 juin 2014 relative à l'artisanat, au commerce et aux très petites entreprises, cette liste a été établie par l'Institut national des métiers d'art, sous la direction du ministère de la Culture et le secrétariat d'État chargé du Commerce, de l'Artisanat, de la Consommation et de l'Économie sociale et solidaire, et en collaboration avec les organisations professionnelles. Elle regroupe 198 métiers et 83 spécialités, répartis en 16 domaines d'activité économique. 

## Qu'est-ce qu'un métier d'art
L'article 22 de la loi no 2014-626 du 18 juin 2014 relative à l'artisanat, au commerce et aux très petites entreprises donne une définition légale des "métiers d'art" : 

« Relèvent des métiers d'art, [...] les personnes physiques ainsi que les dirigeants sociaux des personnes morales qui exercent, à titre principal ou secondaire, une activité indépendante, de production, de création, de transformation ou de reconstitution, de réparation ou de restauration du patrimoine, caractérisée par la maîtrise de gestes et de techniques en vue du travail de la matière et nécessitant un apport artistique. »

Ces métiers sont garants de savoir-faire alliant procédés traditionnels et nouvelles technologies.

## La classification des métiers dans seize domaines d'activité

### Architecture et jardins
- Ardoisier
- Âtrier
- Briquetier
- Campaniste
- Charpentier
  - Charpentier de marine
- Chaumier
- Couvreur du patrimoine bâti
  - Couvreur ornemaniste
  - Lauzier
  - Lavier
- Escaliéteur
- Fabricant de bardeaux ou de lattes
- Fabricant de carreaux
- Fabricant de girouettes et d'éléments de faîtage
- Fontainier
- Jardinier du patrimoine
- Maçon du patrimoine bâti
  - Murailler
  - Rocailleur
- Maître-verrier (vitrailliste)
- Marbrier
- Menuisier
  - Treillageur[8]
- Métallier
- Parqueteur
- Paveur-dalleur
- Sculpteur sur pierre
- Tailleur de pierre
- Tuilier

### Ameublement et décoration
- Canneur-rempailleur
- Cirier
- Doreur
- Ébéniste
- Émailleur sur lave
- Encadreur
- Fabricant de compositions et décors végétaux stables et durables
- Fabricant de serrures
- Fabricant de tapis et/ou de tapisseries lissier
  - Lissier basse-lice
  - Lissier haute-lice
  - Lissier savonnerie
  - Tufteur
- Fabricant de serrures
- Fresquiste
- Graveur sur pierre
- Lapidaire-tourneur[9]
- Laqueur
- Marqueteur
- Marqueteur de pailles
- Marqueteur de pierres dures
- Menuisier en sièges
- Mosaïste
- Mouleur
- Passementier
- Peintre en décor
- Peintre sur mobilier
- Poêlier
- Sculpteur sur bois
- Sculpteur sur métal
- Sellier d'ameublement
- Staffeur-stucateur
- Tapissier d'ameublement et/ou tapissier décorateur
- Tapissier garnisseur
- Tourneur sur bois
- Tourneur sur métal
- Vannier
- Vernisseur

### Luminaire
- Fabricant de luminaire
  - Fabricant d'abat-jour

### Bijouterie, joaillerie, orfèvrerie et horlogerie
- Apprêteur
- Argenteur et/ou doreur sur métal
- Batteur d'or
- Bijoutier
  - Bijoutier en métaux précieux
  - Bijoutier fantaisie
- Chaîniste
- Ciseleur
- Décorateur en résine
- Diamantaire
- Émailleur sur métal
  - Émailleur sur cadrans
- Fondeur d'étain
- Glypticien
- Graveur
  - Graveur héraldiste
  - Graveur médailleur
- Guillocheur
- Horloger
- Joaillier
- Lapidaire
- Orfèvre
- Polisseur
- Sertisseur

### Métal
- Armurier
- Bronzier
  - Monteur en bronze
- Ciseleur
- Coutelier
- Dinandier
- Émailleur sur métal
- Féron
- Ferronnier-forgeron
- Fondeur
  - Fondeur de caractères
  - Fondeur de cloches et sonnailles
  - Fondeur statutaire
- Graveur
- Modeleur-Mouleur
- Monnayeur de monnaies ou de médailles
- Patineur
- Potier d'étain
- Taillandier

### Céramique
- Céramiste
  - Faïencier
  - Modeleur
  - Mouleur
  - Porcelainier
  - Potier de grès
  - Potier de raku
  - Potier de terre cuite
  - Potier de terre vernissée
  - Sculptueur sur terre
  - Tourneur céramique
- Décorateur sur céramique
  - Emailleur sur terre
  - Peintre fileur-doreur
  - Peintre sur faïence
  - Peintre sur porcelaine
- Santonnier

### Verreetcristal
- Vitrailliste
- Verrier à la main
  - Cueilleur
  - Poseur/faiseur de pieds ou de jambes
  - Souffleur à la canne
- Verrier au chalumeau
  - Fileur au chalumeau
  - Modeleur au chalumeau
  - Préparateur de presse-papier
  - Souffleur au chalumeau
- Verrier décorateur
  - Doreur[10]
  - Graveur
  - Miroitier-argenteur
  - Peintre
  - Polisseur
  - Sculpteur
  - Tailleur
- Verrier fondeur
  - Bombeur
  - Fondeur en pâte de verre
  - Fondeur par fusion
  - Mouleur

### Tabletterie
- Brossier
- Cornier
- Écailliste
- Graveur sur ivoire et autres matériaux d'origine animale
- Ivoirier
- Nacrier
- Pipier
- Tabletier

### Modeet accessoires
- Boutonnier
- Chapelier
- Corsetier
- Couturier
- Couturier flou
- Éventailliste
- Fabricant de parapluies, parasols, ombrelles et cannes
- Formier
- Lunetier
- Modéliste
- Modiste
- Parurier floral
- Plumassier
- Tailleur

### Textile
- Brodeur
  - Brodeur à l'aiguille
  - Brodeur au crochet (Lunéville)
  - Brodeur sur machine guidée main
- Dentellier
  - Dentellier à l'aiguille
  - Dentellier au fuseau
  - Tulliste
- Ennoblisseur textile
  - Gaufreur sur textile
  - Moireur
  - Peintre décorateur sur tissu
  - Plisseur
  - Sabreur de velours
  - Teinturier
- Fabricant d'objets en textile
- Fabricant de coiffes
- Feutrier
- Sérigraphe
- Tisserand
  - Tisserand à bras
  - Veloutier
- Tresseur

### Cuir
- Bottier main
- Fabricant de chaussures
- Fourreur
- Gainier
- Gantier
- Gaufreur sur cuir
- Malletier
  - Layetier
- Maroquinier
  - Coupeur
- Mégissier
  - Parcheminier
- Pareur
- Sellier-maroquinier
  - Sellier-harnacheur
- Tanneur
- Taxidermiste

### Spectacle
- Costumier
- Fabricant d'accessoires de spectacle
  - Fabricant de masques
- Fabricant de décors de spectacle
- Perruquier-posticheur

### Papier, graphisme et impression
- Calligraphe
- Cartonnier
- Dominotier
- Doreur sur cuir
- Doreur sur tranche
- Enlumineur
- Fabricant d'objet en papier et/ou carton
- Fabricant de papier
- Fabricant de papier peint
- Fondeur de caractères
- Graveur de poinçons
- Graveur et imprimeur en gaufrage
- Imagier au pochoir
- Imprimeur
  - Imprimeur en héliogravure
  - Imprimeur en lithographie
  - Imprimeur en sérigraphie
  - Graveur en taille-douce
  - Imprimeur en typographie
- Marbreur sur papier
- Photographe technicien
- Relieur

### Jeux, jouets et ouvrages mécaniques
- Charron
- Fabricant d'automates[11]
- Fabricant de figurines
- Fabricant de jeux
- Fabricant de jouets
- Fabricant de manèges
- Fabricant de maquettes
- Fabricant de marionnettes
- Fabricant de poupées ou de peluches de collection
- Fabricant et/ou restaurateur de véhicules de collection[12]
  - Carrossier

### Facture instrumentale
- Archetier
- Fabricant d'anches
- Facteur et/ou restaurateur d'accordéons

- Facteur et/ou restaurateur d'instruments à claviers
  - Facteur et/ou restaurateur de clavecins et épinettes
  - Facteur et/ou restaurateur de pianos
- Facteur et/ou restaurateur d'instruments à vent
  - Facteur et/ou restaurateur d'instruments à vent en bois
  - Facteur et/ou restaurateur d'instruments à vent en métal
  - Chaudronnier
- Facteur et/ou restaurateur d'instruments de musique mécanique
- Facteur et/ou restaurateur d'instruments traditionnels
- Facteur et/ou restaurateur d'harmoniums
- Facteur et/ou restaurateur d'orgues
- Facteur et/ou restaurateur de harpes
- Facteur et/ou restaurateur de percussions

- Luthier et/ou restaurateur de guitare
- Luthier et/ou restaurateur d'instruments à cordes frottées

### Restauration
- Restaurateur de peintures
  - Tableaux sur bois ou sur toile
  - Supports contemporains
  - Peinture murale
- Restaurateur de documents graphiques et imprimés
  - Estampes, dessins...
  - Papier peint
- Restaurateur de photographies
  - Sur tout support, papier et verre
- Restaurateur de sculptures
  - Bois, métal, pierre, plâtre, cire, matériaux composites, matériaux contemporains...
- Restaurateur de textiles
  - Vêtements, tapis, tapisseries, objets en textiles, accessoires de mode
- Restaurateur de cuirs
- Restaurateur de métal
  - Horlogerie, orfèvrerie, bronzes
- Restaurateur de meubles
- Restaurateur de mosaïques
- Restaurateur de céramiques
  - Terre cuite, faïence et porcelaine
- Restaurateur de verre et de cristal
- Restaurateur de vitraux
- Restaurateur d'objets scientifiques, techniques, industriels